# Jan-Philip Glania
Jan-Philip Glania (Fulda, 8 novembre 1988) è un ex nuotatore tedesco.

## Biografia
Ha rappresentato la Germania ai Giochi olimpici di Londra 2012, concludendo undicesimo nei 100 metri dorso e decimo nei 200 metri dorso.
Ai Campionati europei di nuoto di Berlino 2014 ha vinto il bronzo nei 100 metri dorso.
Ai mondiali di Kazan' 2015 ha vinto la medaglia di bronzo nella staffetta 4x100 metri misti mista, con i connazionali Hendrik Feldwehr, Alexandra Wenk e Annika Bruhn.
Ha rappresentato la Germania ai Giochi olimpici di Rio de Janeiro 2016, concludendo al dodicesimo posto nei 100 metri dorso e al nono nei 200 metri dorso. Nella staffetta 4x100 metri mista maschile ha concluso al settimo posto.
Agli europei di Glasgow 2018 pur non disputando la finale ha vinto, con i connazionali Fabian Schwingenschlögl, Marius Kusch, Damian Wierling, Marius Kusch e Philip Heintz, la medaglia di bronzo nella staffetta 4x100 metri misti.

## Palmarès

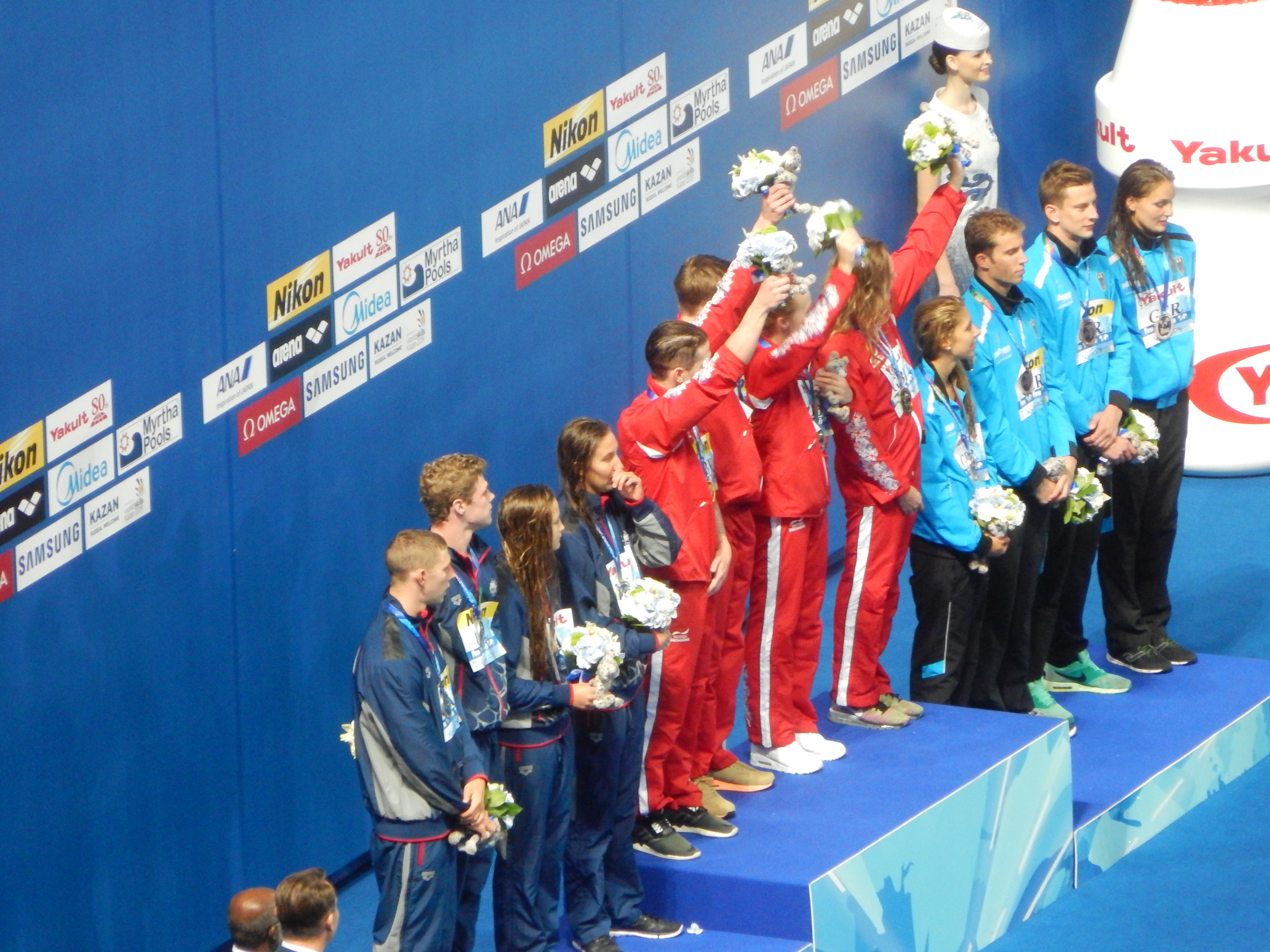
Jan-Philip Glania durante la premiazione ai Mondiali di Kazan' 2015.

- Mondiali

Kazan' 2015: bronzo nella 4 × 100 m misti mista.
- Europei:

Berlino 2014: bronzo nei 100 m dorso.
Glasgow 2018: bronzo nella 4 × 100 m misti.